# ایستگاه متروی بوستون منور
ایستگاه متروی بوستون منور (انگلیسی: Boston Manor tube station) یکی از ایستگاه‌های خط پیکدیلی متروی لندن است.
این ایستگاه که در منطقه هانزلو لندن قرار دارد در سال ۱۹۰۶ میلادی تأسیس شده است.

## نگارخانه

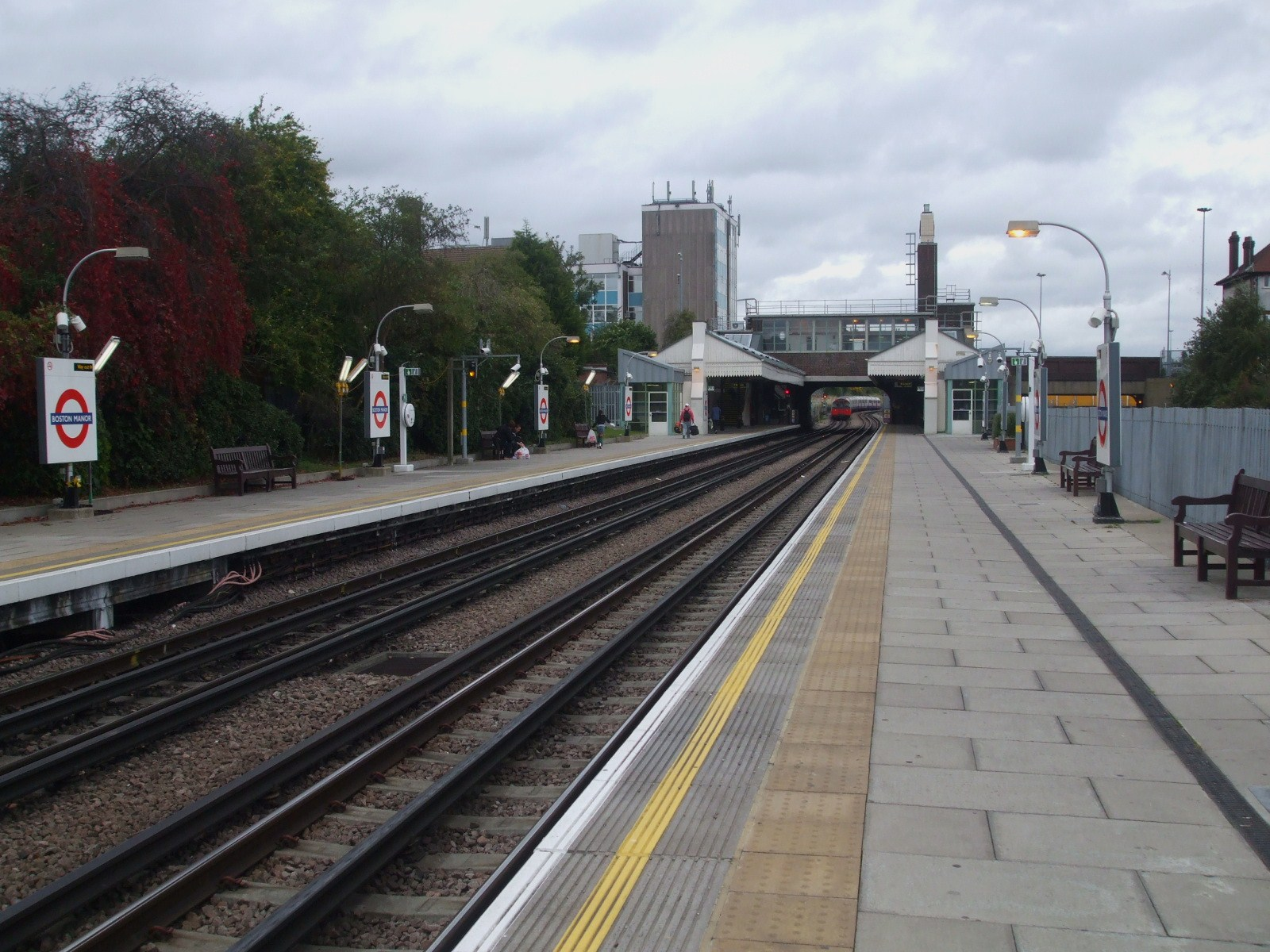
Looking east
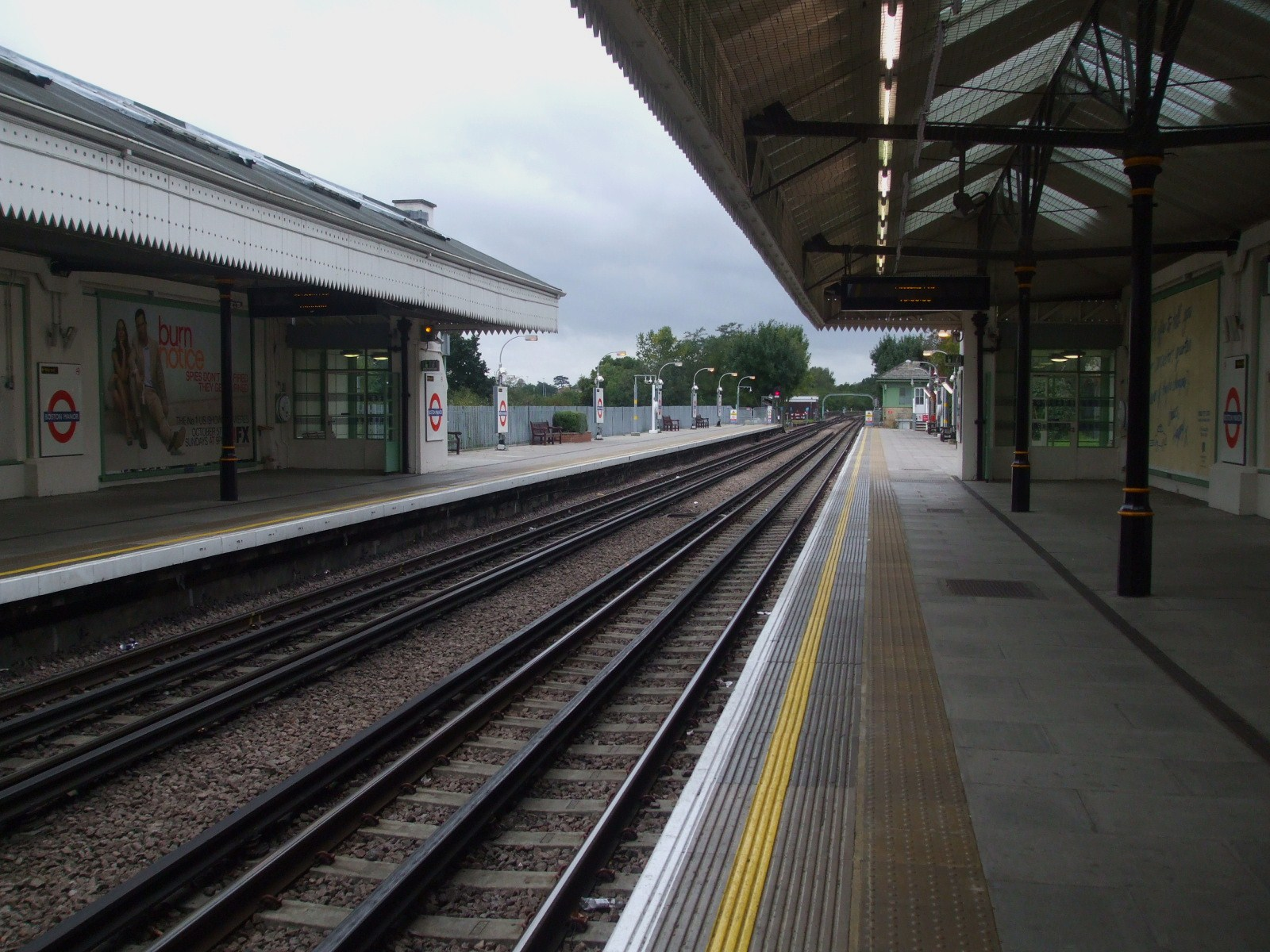
Looking west
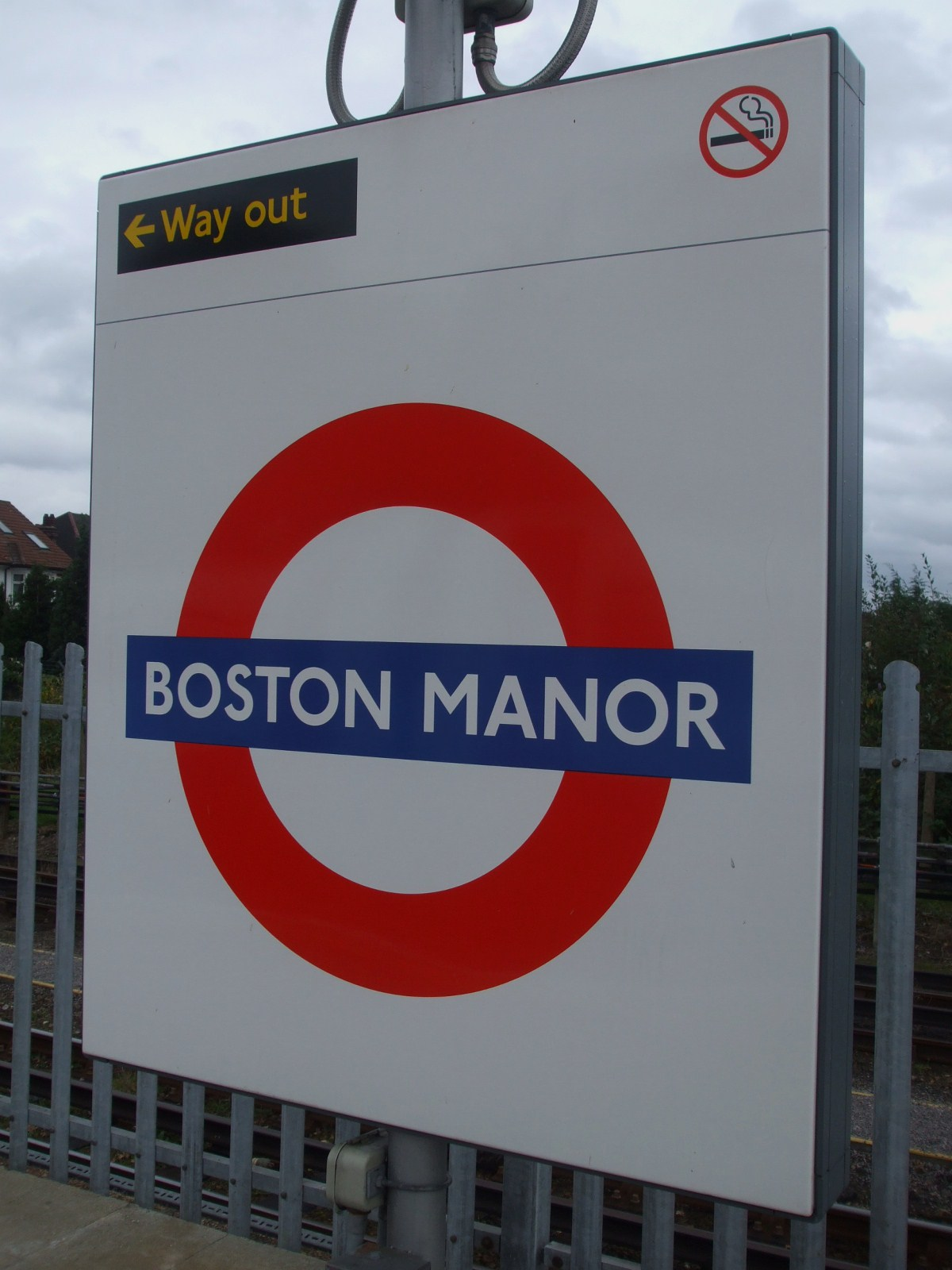
Platform roundel
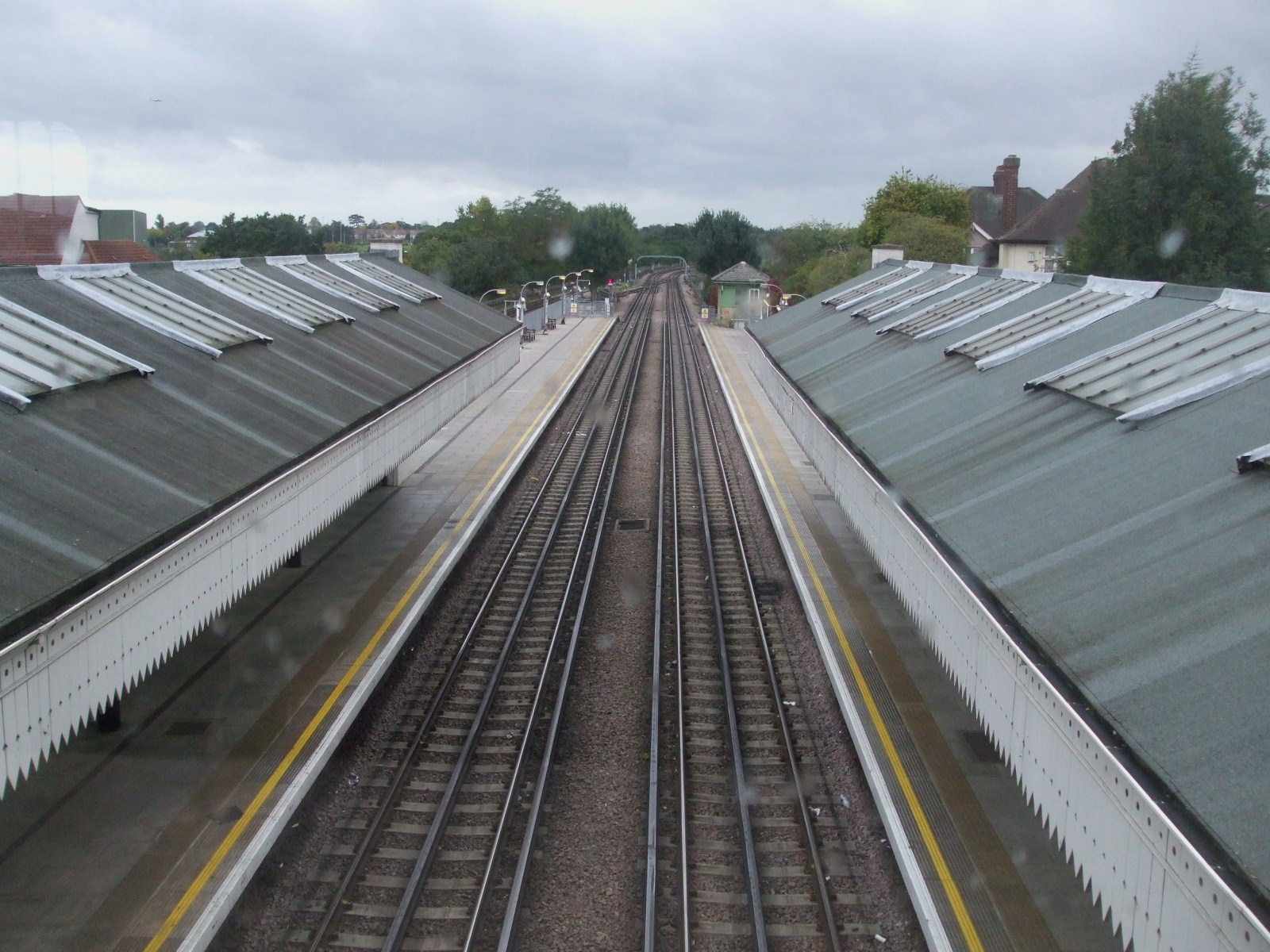
Looking west from station building